# Luis Santaengracia de la Selva
Luis Santaengracia de la Selva o Santa Engracia (1622-1650) rebelde que propulsó varias insurrecciones en la región de Gerona contra el ejército de Felipe IV y la nobleza. Insurrecciones que pronto se propagaron al resto del principado.

## Biografía
Algunas fuentes dan indicios que era hijo bastardo del duque de Cardona, servía a la casa Bellpuig (familiares) en Palamós y su apellido estaba vinculado al castillo de Santa Engracia. Otras que era Luis de Aragón, hijo del duque de Cardona, se hizo llamar "Santa Engracia" para pasar desapercibido, y así, organizar una revuelta y matar al virrey.

## Acontecimientos
La declaración de guerra de Luis XIII de Francia a Felipe IV llevó a Cataluña a una posición estratégica dada su situación geográfica.
El Conde-Duque de Olivares concentró en Cataluña un ejército de 40.000 hombres para atacar a Francia por el Sur.
Alrededor de 1638 surgen conflictos entre el ejército compuesto por mercenarios procedentes de varias naciones con la población local a causa del alojamiento y la manutención de las tropas. La población local acusa al ejército de cometer robos, exacciones y todo tipo de abusos.
En mayo de 1640, él con varios campesinos, organizan un ataque varios tercios que estaban obligados acoger.
El 7 de junio de 1640, él con más rebeldes y campesinos (Els Segadors) acuden a la ciudad para ser contratados para cosechar, al entrar en Barcelona hacen estallar la Guerra dels Segadors, asesinan al virrey Dalmau de Queralt y se adueñan de la ciudad.
Lo que parecía una sublevación contra el ejército en realidad también era una sublevación contra la nobleza.